# 三星SGH-A127
Samsung SGH-A127是三星電子發布於2007年的手機。它附有一個0.3萬像素的攝像頭。